# Diogenià d'Heraclea
Diogenià d'Heraclea, en llatí Diogenianus, en grec antic Διογενειανός, va ser un escriptor i gramàtic grec nascut a Heraclea Pòntica que va viure en temps d'Hadrià. Suides esmenta les seves obres:
- Λέξεις παντοδαπαὶ κατὰ στοιχεῖον, en 5 llibres. Un resum de l'obra de Pàmfil de Nicòpolis. Era un lexicó que sembla que va ser molt utilitzat per Suides i per Hesiqui d'Alexandria, i se suposa que el Lexicó d'Hesiqui era una còpia gairebé completa d'aquest de Diogenià. L'obra Παροιμίαι δημώδεις ἐκ τῆς Διογενιανοῦ συναγωγῆς, que conté 775 proverbis, se suposa que és una part d'aquest llibre.
- Una antologia d'epigrames anomenada, τῶν Ζωπυρίωνος ἐπιγραμματων ἀνθόλογιον. No se'n sap res dels continguts ni de l'ordenació d'aquests epigrames.
- Diverses obres geogràfiques.[1]